# Roger Connell
Roger Connell (sinh ngày 8 tháng 9 năm 1946 ở Seaford, East Sussex) là một cầu thủ bóng đá người Anh thi đấu ở Football League, ở vị trí tiền đạo.